# Joey Tempest
Rolf Magnus Joakim Larsson, conocido por su nombre artístico Joey Tempest (Estocolmo, 19 de agosto de 1963) es un vocalista sueco y el principal compositor de la banda de hard rock Europe, con la cual ha grabado 11 discos de estudio. Junto con el bajista John Levén, son los únicos miembros de dicha agrupación en participar en todos sus álbumes publicados.
Se cuenta entre uno de los cuatro fundadores de Europe en 1979, junto con el guitarrista John Norum, el bajista Peter Olsson y el baterista Tony Reno, originalmente bajo el nombre de Force, el cual cambió al definitivo Europe en 1982.

## Biografía

### Inicios (1963-1977)
Joakim Larsson nació en Estocolmo y se crio en Upplands Väsby. Le gustaba el fútbol y hockey sobre hielo. La primera vez que conoció a John Levén estaba en un partido de fútbol. En ese momento, Joakim soñaba con ser jugador de fútbol o instructor de gimnasia. 
Los deportes fueron su mayor interés en ese momento, pero la música pronto se haría cargo de todo. El primer instrumento que aprendió a tocar fue el piano, porque su familia tenía uno en casa. Un día robó las cintas con programas de radio "Top 10" de su hermana, Lotta. Allí encontró a su primer ídolo, Elton John y su tema "Crocodile Rock", que se convirtió en su canción favorita. Otro gran ídolo fue Elvis Presley, por lo que el interés de Joakim por la guitarra fue aumentando, por ello tomó prestada la guitarra de Lotta y aprendió a tocar y un amigo de su padre le enseñó tres acordes del rock más común. Un día oyó la canción de Nazareth "Love Hurts" en la radio y le gustó tanto que fue el primer disco que compró.
En quinto grado en la escuela Odenslunda, Joakim y un par de compañeros de clase formó la banda "Made in Hong Kong". Tocaron conciertos por el resto de la escuela, pero el solo tenía una canción, "Keep A Knockin '(but You Can't Come In)", hecho famoso por Little Richard. 
Por lo tanto, su repertorio completo fue sólo esa canción que se reprodujo una y otra vez. El baterista solo tenía una caja como instrumento, el guitarrista no tenía un amplificador de guitarra y Joakim cantó a través de un radio de transistores antiguo. La banda estaba influenciada por sus nuevas bandas favoritas, Sweet y Slade.
"Made in Hong Kong" cambió su nombre dos veces: primero en Jet y luego a Blazer. Al principio Joakim tocaba la guitarra rítmica, pero la cambió por el bajo después de un tiempo. Más tarde formó la banda más rock llamada Roxanne, que se hizo muy conocida en Upplands Väsby.

### Encuentro con John Norum (1978-1981)
En 1978 fue a ver un concierto de otra banda local, WC. Quedó particularmente impresionado por su guitarrista. "Cuando yo tenía 15 años, descubrí un guitarrista, un año menor que yo, que tocaba su instrumento con el corazón y el alma, y con un blues sensacional que nunca había oído en un músico sueco. Su nombre era John Norum y después de ese día nada volvería a ser lo mismo". Joakim y John pronto se convirtieron en buenos amigos, gracias a su interés común por la música y las motocicletas. 
Y un día en 1979, se le pidió a Joakim Larsson unirse a la banda de John, WC. Él aceptó, y sugirió que el grupo podía cambiar su nombre a Force, después de escuchar el álbum de UFO "Force It" (1975), idea que agradó a todos.
Entre los integrantes originales se encontraba el bajista Peter Olsson, un amigo de Norum, quien se retiró solo dos años después por problemas personales con Larsson, siendo relevado por su antiguo amigo de vecindario, John Levén.

### El éxito con Europe (1982-1991)
En 1982 Force se inscribió en el concurso de talento nacional "Rock -SM", y una vez más Joakim sugirió un cambio de nombre, esta vez al definitivo Europe, inspirado en el álbum de Deep Purple en directo "Made in Europe". 
Los miembros que se incorporaron al proyecto de la nueva banda fueron el propio Tempest, John Norum, el bajista John Levén y un amigo de juventud de Tempest, un baterista conocido como Tony Reno. Con dicha formación, Europe ganó el "Rock -SM" y el primer premio era un contrato de grabación con Hot Records. 
Fue durante la "Rock -SM" que decidió tomar el nombre artístico anglosajón de "Joey Tempest", en lugar de su nombre escandinavo. Joey fue inspirado por un apodo que consiguió cuando estaba de vacaciones en Estados Unidos unos años antes. "Fue difícil para los estadounidenses pronunciar Joakim, por lo que me llamaron Joey". El apellido "Tempest" fue tomado de la obra de teatro de William Shakespeare "The Tempest". 
Entre 1983 y 1984, Europe grabó sus primeros dos discos: "Europe" y "Wings of Tomorrow", los cuales tuvieron un moderado éxito a nivel continental y americano. 
Para la gira de "Wings of Tomorrow Tour" en 1985, se incorporó el tecladista Mic Michaeli, con lo cual Tempest dejaría de tocar ese instrumento para dedicarse únicamente a cantar y componer. El cambio fue un rotundo éxito, sumado al ingreso del baterista Ian Haugland.
El punto culminante en la fama de la banda vino con “The Final Countdown” (1986), logro comercial absoluto en decenas de países que contuvo cuatro sencillos, dos de ellos dentro del Top Ten de Billboard, un suceso inédito para un grupo de rock de Suecia. 
Sin embargo, su amigo Norum no se encontró a gusto con el rumbo musical que estaban tomando y abandonó para ser reemplazado por Kee Marcello a finales de 1986.
Previamente, en 1985, el productor Dieter Dierks le preguntó a Joey si podía escribir una canción para la banda alemana Scorpions. Escribió la canción "One of a Kind" y se las envió, pero nunca volvió a saber de esa banda. Ese mismo año también escribió la canción "Give a Hand helpin'" para el proyecto " Swedish Metal Aid". Fue uno de los cantantes en esa única actividad, que fue producida por el propio Marcello. El dinero de la venta del sencillo fue donado a la gente de escasos recursos de Etiopía. 
La canción "One of a Kind" se incluyó en el álbum debut de Tone Norum (hermana menor de John) titulado de la misma forma "One of a Kind". Joey produjo el álbum en 1986, además de escribir las canciones y tocar la mayoría de los instrumentos. John Norum, Mic Michaeli y Ian Haugland también tocaron en el álbum.
El siguiente disco de Europe tuvo un éxito algo menor, aunque de igual forma significaron ventas millonarias: 
“Out of This World” (1988). Por el contrario, “Prisioners in paradise” (1991), pasó casi desapercibido. Con este álbum la banda se tomó un prolongado descanso de 12 años fuera de los estudios de grabación.
En 1991, Joey se reunió con John Norum para colaborar en el segundo álbum en solitario de John, "Face the truth", que fue lanzado al año siguiente. Los dos grabaron en dúo "We will be strong" y Joey coescribió la canción "Counting on your love".

### Carrera en solitario (1992-2003)
En 1992, año en que Europe quedaba en vilo, Joey conoció a una chica inglesa en el Piccadilly Circus en Londres. Su nombre era Lisa Worthington. Ella había perdido su cartera y Joey le ayudó a encontrarla. Medio año más tarde se convirtió en su novia.
Editó su primer álbum en solitario, "A Place to Call Home", el 20 de abril de 1995. John Norum hizo una aparición especial en la canción "Right to Respect". El álbum fue influenciado por cantautores como Jackson Browne y Van Morrison, que marca un gran cambio de estilo en comparación con Europe. "Necesitaba un cambio del sonido Europe. Supongo que se podría decir que tuve una reacción contra la cosa entera. Quería probarme a mí mismo como un cantautor con seguridad, pero para mí era más de un viaje para aprender acerca de hacer música. fui a ver a un gran número de nuevos artistas jóvenes, se metió en cosas como Van Morrison y Bob Dylan, así que fui completamente a la inversa. Quería saber donde todo vino y de cómo las cosas empezaron, y así es que lo hizo". El álbum fue un éxito en Suecia, llegando al número 7 en la lista de álbumes sueco.
En 1996, Joey y Lisa se mudaron a Dublín, Irlanda. y luego publica su segundo álbum en solitario, "Azalea Place", que fue lanzado el 25 de abril de 1997, y también alcanzó el puesto número 7 en la lista de álbumes sueco. Fue grabado en Nashville, Tennessee, EE. UU. "Después de mi primer disco en solitario me fui a los Estados Unidos a trabajar con Richard Dodd - ¿Quién es este hombre Inglés viviendo en Nashville - en la segunda, que me mantuvo lejos de casa por mucho tiempo. Pero era algo que necesitaba hacer, tuve que sacarlo de mi sistema ". 
El estilo de "Azalea Place" fue más experimental que el primero, con influencias de música tradicional irlandesa y española. Joey jugó la mayor parte de los instrumentos él mismo en el álbum. En el mismo año grabó el dueto " Running with a Dream ", con la cantante de ópera canadiense Anna Maria Kaufmann. Fue escrito por Mike Batt y fue el himno oficial del equipo nacional de Alemania en la Copa Mundial de Fútbol en Francia 1998. Joey también cantó en cuatro otras canciones en el álbum de Ana María "Blame It on the Moon", y " Running With a Dream" que fue incluido como bonus track en la edición alemana de "Azalea Place". 
En 1998, grabó un cover de la canción de Bruce Springsteen "Born to run ", que se incluyó en el álbum "Philharmania", una colección de canciones de rock clásico interpretado por la Orquesta Royal Philharmonic bajo la dirección de Mike Batt.
El 29 de septiembre de 2000, Joey y Lisa se casaron en Richmond. Todos los miembros de Europe fueron invitados, pero John Levén no pudo asistir. "Fue una hermosa boda", dijo John Norum. "Ellos tenían una orquesta de allí, tocando canciones de Joey. Joey se echó a reír y fue impresionante su calma todo el tiempo. Pronunció un discurso fresco". Finalmente, el matrimonio se mudó a Londres.
En 2001 Joey, Patrick Isaksson y Anders Glenmark grabaron un cover de la canción de Pugh Rogefeldt "Har Kommer Natten"(Aquí viene la noche). Era la primera vez que Joey oficialmente grababa una canción en sueco y fue incluida en el recopilatorio "Osannolikt Svenskt". 
En 2002, coescribió la canción "Change" para el dúo británico Bowes & Morley, ambos exmiembros de la banda de Thunder. La canción fue incluida en su álbum "Moving Swiftly Along".
La fecha de lanzamiento tercer álbum en solitario, "Joey Tempest", fue pospuesto varias veces, pero finalmente fue lanzado el 21 de octubre de 2002. Esta vez había vuelto al rock, que marca un sonido más pesado en comparación con sus álbumes anteriores. "He descubierto la sensación de jugar en una banda de rock de nuevo. La energía se siente un poco como Europe. También he encontrado mi camino de regreso a las composiciones que hice durante el tiempo con Europe. Varias de las canciones tiene una tempestad-espíritu, melodías, las guitarras pesadas...." 
Mic Michaeli coescribió tres canciones en el álbum. El álbum alcanzó el puesto número 12 en la lista de álbumes de Suecia, pero recibió críticas mixtas de la prensa musical.
Para 2003, decidió dejar de lado su carrera en solista y retornar con Europe. Para ello, convocó de nuevo a sus antiguos compañeros de banda, los cuales aceptaron su propuesta. Sin embargo, Kee Marcello declinó participar, enfocado en su carrera musical con sus propias bandas.
Luego de la disolución de Europe en 1992, se distanció del hard rock para practicar rock experimental y en esta línea, con más o menos suerte comercial, sacó tres discos: A place to call home (1995), Azalea place (1997) y Joey Tempest (2002). 
En esta época desarrolló su faceta armónica, se volvió de una lírica intimista, explorando ahora las influencias del cantante y compositor irlandés Phil Lynott, ya más oscuro y reflexivo, con una poética levemente irónica y británica, notoria en el tema Kill for a girl like you.

### Regreso de Europe (2004-presente)

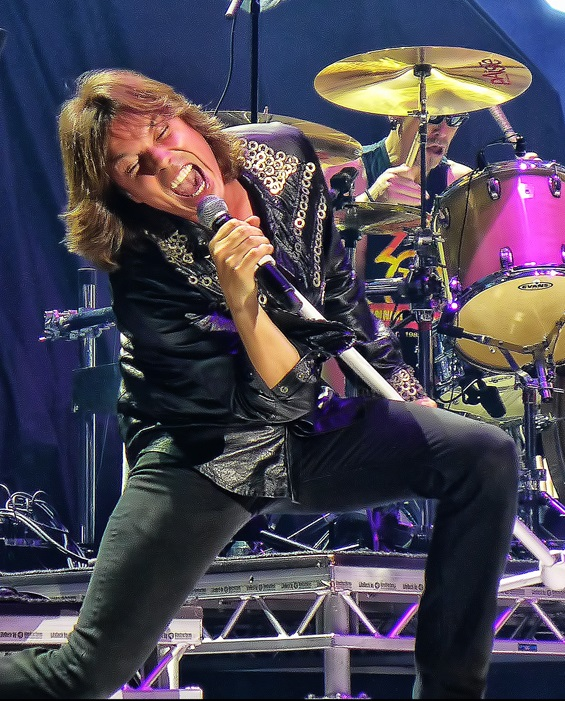
Tempest en 2013.

Estas influencias indicadas, junto con otras totalmente modernas, -aunque la más notoria vuelve a ser Lynott, sobre todo en el disco más oscuro y último de Thin Lizzy: Thunder and Lightning (1983)- , se notan incluso más marcadas en el álbum regreso de Europe, Start From The Dark (2004), el cual significó un golpe triunfal sobre sus detractores, constituyendo una vez más una obra de impresionante valía compositiva.  
El 27 de octubre de 2006 lanzó junto a su banda Secret Society, trabajo algo menos duro que su antecesor, pero en el cual la agrupación explora nuevas tendencias y un sonido más moderno. En 2009 le tocó el turno a Last Look At Eden y en 2012  Bag of Bones con un sonido hard rock bluesero inspirado en bandas que los influenciaron; dicho álbum fue recibido con muy buenas críticas en varios países y llevó a Europe otra vez a un sitial importante en su carrera.
El décimo álbum de Europe fue titulado War of Kings y fue lanzado al mercado en 2015 en distintos formatos (CD digipack, CD jewel case, vinilo y formato digital). La producción estuvo a cargo de Dave Cobb (Rival Sons). Tempest ha declarado que el disco es “el que siempre quisimos hacer, desde que escuchábamos a bandas como Led Zeppelin, Deep Purple y Black Sabbath. Así que después de escuchar la magnífica labor de Dave Cobb en la producción con Rival Sons, simplemente decidimos trabajar con él”.

## Voz y estilo
Sus características técnicas son riquísimas. Posee una voz notablemente melódica, similar a la de Freddie Mercury y con ciertas modulaciones y expresividades a la Phil Lynott de la banda Thin Lizzy. Su registro se mueve con comodidad entre el de barítono y el de tenor ligero, sin complicaciones en ninguno de los extremos. 
Su extremo grave ronda el A1, y su agudo puede alcanzar un E4. La afinación es prácticamente perfecta, y el color de su timbre extremadamente cálido y dulce, canalizando un resultado totalmente expresivo y conmovedor en las baladas.
También puede explotar un timbre enérgico y algo áspero, con ataque de garganta, herencia de otro de sus ídolos, David Coverdale, aunque el promedio de ambas formas vocales da el mejor resultado de Tempest cantando en esa tan propia marca registrada de “High Emotive Voice”.
En la década de 1980 con Europe, destacó también su particular pronunciación del inglés, siendo un inglés “neutro” que en su timbre se volvía inconfundible.
Actualmente, tras vivir varios años en Irlanda y el Reino Unido, su inglés se ha vuelto un poco más puro, aunque el timbre sigue siendo distintivo.
En 2008 grabó en vivo junto a Europe el disco Almost unplugged, el cual fue una demostración del buen estado en el que se encontraba Tempest como cantante, lo cual reafirmó en 2009 cuando sacó la placa Last look at Eden de gran crítica en el Reino Unido y el resto de Europa en general con la cual ganaron el disco de oro en Suecia.

## Compositor de canciones

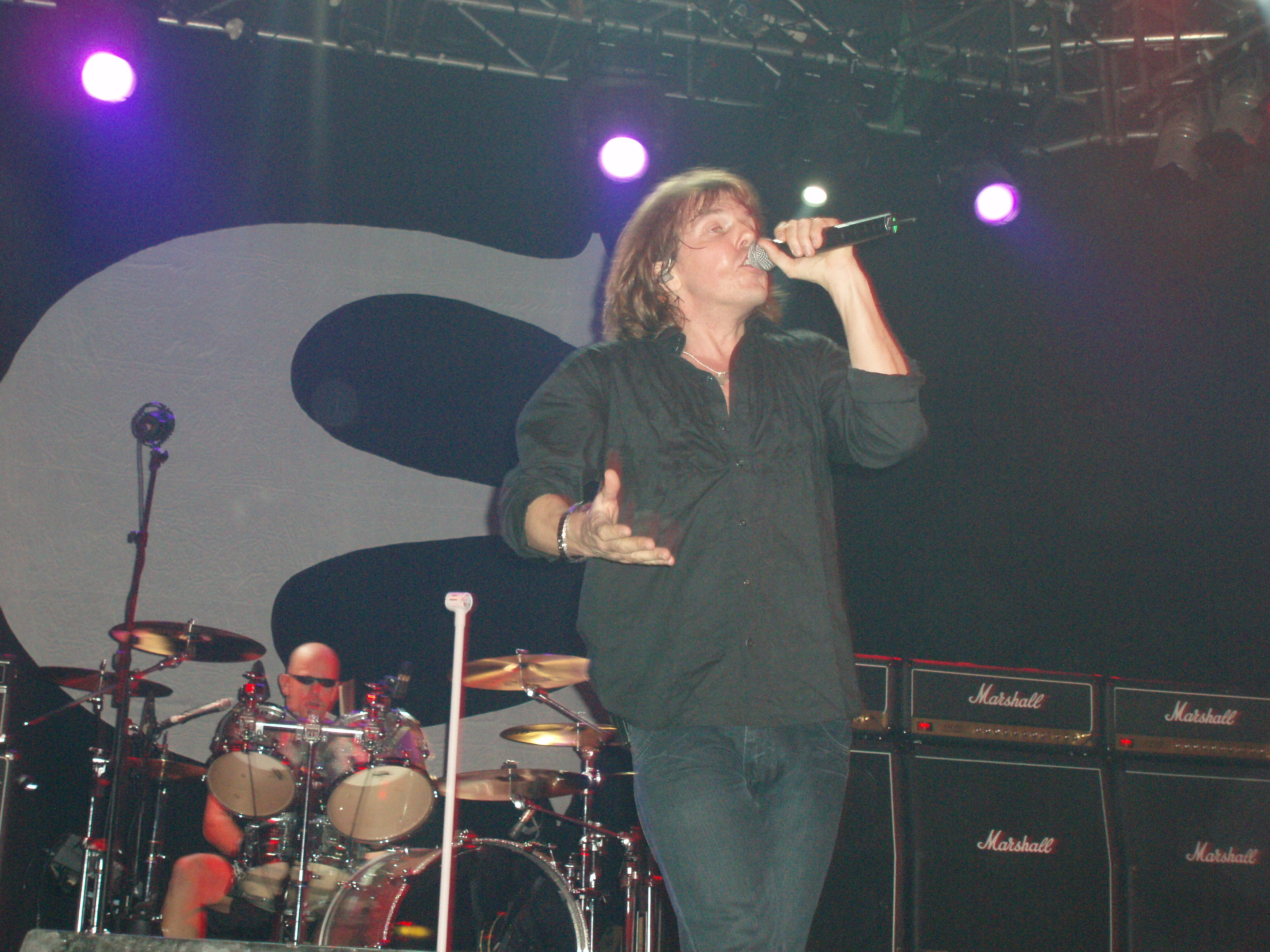
Joey Tempest con Europe en 2007.

Se caracteriza por ser un compositor ecléctico, constituyendo esta otra diferencia con sus contemporáneos, que generalmente no componían. 
Por otra parte, el hard rock europeo de Europe se nutría directamente de bandas que no tuvieron tanto suceso en Estados Unidos, como UFO, Thin Lizzy, lo último de Deep Purple, etc., lo que daba un toque más distinguido y sinfónico a su música, carente en el hard rock estadounidense. 
Por otra parte, la lírica, derivada directamente del estilo storyteller de su ídolo Phil Lynott, sumado a las fuertes raíces épicas de la cultura escandinava, daban a las letras de la banda un nivel majestuoso, aventurero y con mucha elegancia.

## Vida personal
Joey Tempest reside habitualmente en Londres, Reino unido, desde 1992. Allí mantuvo una relación sentimental con Lisa Worthington durante 8 años con quien se casó el 29 de septiembre de 2000.
Tempest fue padre por primera vez a sus 44 años, el 12 de octubre de 2007, con su hijo llamado James Joakim, nacido en un hospital de la capital británica. La balada "New love in town" perteneciente al álbum Last look at Eden, está inspirada en el nacimiento de su primogénito.
El miércoles 23 de julio de 2014 nació su segundo hijo, Jack Johnston.

## Discografía

### Europe
- Europe (1983)
- Wings of Tomorrow (1984)
- The Final Countdown (1986)
- Out of This World (1988)
- Prisoners in Paradise (1991)
- Start from the Dark (2004)
- Secret Society (2006)
- Almost Unplugged (2008)
- Last Look at Eden (2009)
- Bag of Bones (2012)
- War of Kings (2015)
- Walk the Earth (2017)

### Álbumes en solitario
- A place to call home (1995)
- Azalea place (1997)
- Joey Tempest (2002)